# جون جيويل (لاعب كريكت جنوب إفريقي)
جون جيويل (31 يناير 1891 - 17 أبريل 1966) (بالإنجليزية: John Jewell)‏ هو لاعب كريكت جنوب أفريقي.

## وصلات خارجية
- جون جيويل على موقع إي آس بي آن كريك إنفو (الإنجليزية)